# Александр Цальбрукнер
Александр Цальбрукнер (нім. Alexander Zahlbruckner; 1860–1938) — австрійський ботанік, спеціалізувався на вивченні лишайників.

## Біографія
Александр Цальбрукнер народився 31 травня 1860 року у невеликому містечку Свети Юр поблизу Братислави. Він був онуком Йоганна Баптиста Цальбрукнера (1782–1851), відомого австрійського мінералога та ботаніка. Навчався у Віденському університеті, у 1883 році закінчив філософський факультет. Через декілька місяців став волонтером по утриманню гербарію судинних рослин Віденського музею історії природи.
Незабаром Цальбрукнер почав вивчати флору лишайників своєї батьківщини — сьогоднішньої південно-західноїСловаччини. З 1886 він видавав серію публікацій по лишайниках південної Австро-Угорщини, п'ята частина якої (1898) включала опис 20 нових видів з найрізноманітніших родин. У 1891 році Александр став науковим співробітником музею, у 1897 — хранителем. З 1891 до 1903 року Цальбрукнер послідовно досліджував зразки лишайників з гербарію Віденського музею, розділяючи їх по родинах.
Цальбрукнер був генеральним секретарем II Міжнародного ботанічного конгресу у Відні 1905 року.
З 1918 року Цальбрукнер працював директором Віденського музею природної історії. У 1922 році внаслідок вкрай нестійкою економічної ситуації у Австрії після Першої світової війни він був змушений піти на пенсію та продовжити вивчення ліхенології вдома.
8 травня 1938 року Александр Цальбрукнер помер.
Цальбрукнер був редактором томів другого видання «Kryptogamen-Flora», присвяченого лишайникам.
З 1921 до 1940 року видався фундаментальний каталог лишайників усього світу, підготовлений Цальбрукнером та залишився незавершеним. Класифікація, прийнята автором, ґрунтувалася головним чином на роботах фінського систематика Едварда Августа Вайніо та ботаніка Йоганна Райнке.

## Окремі наукові праці
- Zahlbruckner, A. et al. (1900–1905). Plantae Pentherianae. 4 vols.
- Zahlbruckner, A.; Krasser, F.; Keissler, F. (1901). Die Entwicklung der Morphologie, Entwicklungsgeschichte und Systematik der Kryptogamen. 40 p.
- Zahlbruckner, A. (1903–1908). Flechten. In: Engler, A.; Prantl, K. Die Natürlichen Pflanzenfamilien. Vol. I(I): 49—249.
- Zahlbruckner, A. (1909). Lichenes. 125 p., 5 pl.
- Zahlbruckner, A. (1917). Botanische Ergebnisse der Schwedischen Expedition nach Patagonien. 62 p.
- Zahlbruckner, A. (1921–1940). Catalogus lichenum universalis. 10 vols.
- Zahlbruckner, A. (1933). Lichenes. In: Handel-Mazzetti, H. Symbolae sinicae. Vol. 3: 1—254.
- Zahlbruckner, A. (1936). Afrikanische Flechten. In: Engler, A. «Beiträge zur Flora von Afrika» 52. Botanische Jahrbücher 60: 468–552.

## Вшанування
Рід Zahlbrucknera Herre, 1910, nom. illeg. [≡ Zahlbrucknerella Herre, 1912, nom. nov.] названо на честь А.Цальбрукнера.